# Thaumatomeropidae
Thaumatomeropidae (лат.) — ископаемое семейство вымерших насекомых из отряда скорпионниц (Mecoptera). Известно 2 рода, обнаруженные в отложениях триаса (около 230 млн лет) в Кыргызстане и Китае.

## Распространение
Большинство видов найдены в Кыргызстане в отложениях триаса (Мадиген). В 2023 году один вид найден в Китае (Yanchang Formation).

## Систематика
Включает в себя 2 рода, которые первоначально были включены в состав семейств Meropeidae и Eomeropidae. Семейство Thaumatomeropidae было выделено в 1978 году в ранге подсемейства Thaumatomeropinae Willmann 1978 в Eomeropidae, а оба рода и большинство видов были впервые описаны в 1974 году российским палеоэнтомологом Александром Павловичем Расницыным. Тауматомеропиды демонстрируют мозаичное жилкование, близко напоминающее таковое у Meropeidae и Eomeropidae, но при этом отличающееся некоторыми более «примитивными» признаками. В 1994 году подсемейство было повышено до статуса семейства. В 2023 году из триаса Китая был описан вид Thaumatomerope sinensis.
- †Blattomerope Rasnitsyn, 1974[5]
  - †Blattomerope polyneura Rasnitsyn, 1974
- †Thaumatomerope Rasnitsyn, 1974[5]
  - †Thaumatomerope sinensis Lian & Huang in Lian et al., 2023 (Yanchang Formation, Китай)[2]
  - †Thaumatomerope madygenica Rasnitsyn, 1974
  - †Thaumatomerope minuta Rasnitsyn, 1974
  - †Thaumatomerope oligoneura Rasnitsyn, 1974
  - †Thaumatomerope sogdiana Rasnitsyn, 1974